# Grand Riviére (Dominica)
Die Grand Riviére ist ein Fluss im Norden von Dominica im Parish Saint Andrew. Er entspringt am Südhang des Morne aux Diables auf ca. 500 m über dem Meer (La Source Estate) und fließt nach Süden. Er hat zahlreiche kleinere Zuflüsse von Morne Brulés (S'Olicher, rechts, Westen) und Moore Park Estate (links, Osten) und durchquert das Champs Elysées Estate. Bei Dos d'Âne mündet er in den Blenheim River.
Der Fluss ist ca. 3,3 km lang, seine Quellen liegen an der Wasserscheide nach Westen. Die Quellen von South Branch River und Barry River, die teilweise nur durch schmale berggrate getrennt sind, entwässern nach Westen zum Karibischen Meer. Im Unterlauf verläuft der Grand Riviére streckenweise parallel zum Boulisst River.